# Ла Гракија (Фиренца)
Ла Гракија је насеље у Италији у округу Фиренца, региону Тоскана.
Према процени из 2011. у насељу је живело 164 становника. Насеље се налази на надморској висини од 209 м.